# Paractenopsyllus albignaci
Paractenopsyllus albignaci är en loppart som beskrevs av Klein 1968. Paractenopsyllus albignaci ingår i släktet Paractenopsyllus och familjen smågnagarloppor. Inga underarter finns listade i Catalogue of Life.